# Coki Ramírez
Patricia Silvana Ramirez Tet Hart (nascida em Córdoba no 6 de Fevereiro 1980 ) mais conhecida como Coki Ramirez é uma cantora,atriz  e modelo argentina.

## Carreira
Patricia Ramírez, nasceu em 6 de fevereiro de 1980, no bairro da Urca de Córdoba, Argentina, onde passou sua infância e adolescência. Sua família é de origem alemã.
Coki começou a fazer sua carreira musical com o cantor chileno Alberto Plaza, que o acompanhou por 10 anos.
Em 2007, ele lançou seu primeiro álbum Presente, cantou com Fito Páez.
Em 2010, a ascensão à fama em Showmatch.
En 2011, fue semifinalista en el Bailando por um Sonho versión Argentina.
Em 2012, ele lançou seu segundo álbum Se Puede, que cantou com diversos cantores internacionais, como Noel Schajris, Aleks Syntek e outros.

## Discografia
- 2007 : Presente.

- 2012 : Se Puede.

## Filmografia

### Televisão
| Ano  | Título                     | Canal                                               | Papel/Personagem                                  |
| ---- | -------------------------- | --------------------------------------------------- | ------------------------------------------------- |
| 2010 | Bailando 2010              | Canal 13 (Argentina), Argentina                     | A própria/Substituição Sabrina Rojas e Lola Ponce |
| 2010 | Demoliendo teles           | Canal 13 (Argentina), Argentina                     | Convidada - Cantor                                |
| 2011 | Bailando 2011              | Canal 13 (Argentina), Argentina                     | Semifinalista                                     |
| 2011 | Quiero música en mi idioma | Estação de televisão                                | Apresentador de TV - Convidada                    |
| 2011 | El desfile del Show        | Canal 13 (Argentina), Argentina                     | Convidada - Modelo                                |
| 2011 | Cantando 2011              | Canal 13 (Argentina), Argentina                     | Participante - Convidada                          |
| 2011 | Sábado Show                | Canal 13 (Argentina), Argentina                     | Convidada - Cantor                                |
| 2012 | Soñando por Cantar         | Canal 13 (Argentina), Argentina                     | Convidada - Cantor                                |
| 2012 | Quiero música en mi idioma | Estação de televisão                                | Apresentador de TV - Convidada                    |
| 2012 | Sabado Show                | Canal 13 (Argentina), Argentina                     | Convidada - Cantor                                |
| 2012 | Concubinos (Capitolo 3)    | Canal 13 (Argentina), Argentina                     | Atriz ("Coka")                                    |
| 2012 | Gracias por venir          | Telefe, Argentina                                   | Convidada - Cantor                                |
| 2012 | AM, Antes del Mediodía     | Telefe, Argentina                                   | Convidada - Especialista TV                       |
| 2012 | La pelu                    | Telefe, Argentina                                   | Convidada - Cantor                                |
| 2012 | Antes de que sea Tarde     | América TV, Argentina                               | Convidada - Cantor                                |
| 2012 | Prende y apaga             | Todo Noticias, Estação de televisão                 | Convidada - Cantor                                |
| 2012 | Recital en Vivo            | Magazine (canal de televisão), Estação de televisão | Cantor                                            |
| 2012 | Dulce Amor                 | Telefe, Argentina                                   | Atriz ("Cati")                                    |
| 2013 | Los Grimaldi               | Canal 9 (Argentina), Argentina                      | Atriz - Cantor                                    |
| 2013 | Soñando por Cantar         | Canal 13 (Argentina), Argentina                     | Convidada - Cantor                                |